# Palau d'Hivern
El Palau d'Hivern, rus: Зимний дворец Zimni dvórets, és un palau imperial de Sant Petersburg (Rússia) construït per ordre d'Elisabet I de Rússia (filla de Pere el Gran) de 1754 a 1762. Fou entre 1732 i 1917 la residència oficial dels tsars de Rússia. Està ubicat al Moll del Palau, a la vora del riu Nevà i la plaça del Palau, prop del lloc on estava situat el primitiu palau de Pere El Gran; el Palau d'Hivern actual és el quart que es construí i que va patir contínues remodelacions entre 1730 i 1837, quan fou seriosament danyat per un incendi i va ser reconstruït de manera immediata. L'assalt al palau de 1917 es va convertir en una icona de la Revolució Russa.
El palau i els seus recintes actualment acullen el Museu de l'Hermitage. La superfície és de 233.345 metres quadrats (s'ha calculat que el palau conté 1.886 portes, 1.945 finestres, 1.500 habitacions i 117 escales). La superfície total del Palau d'Hivern és de 14,2 hectàrees.

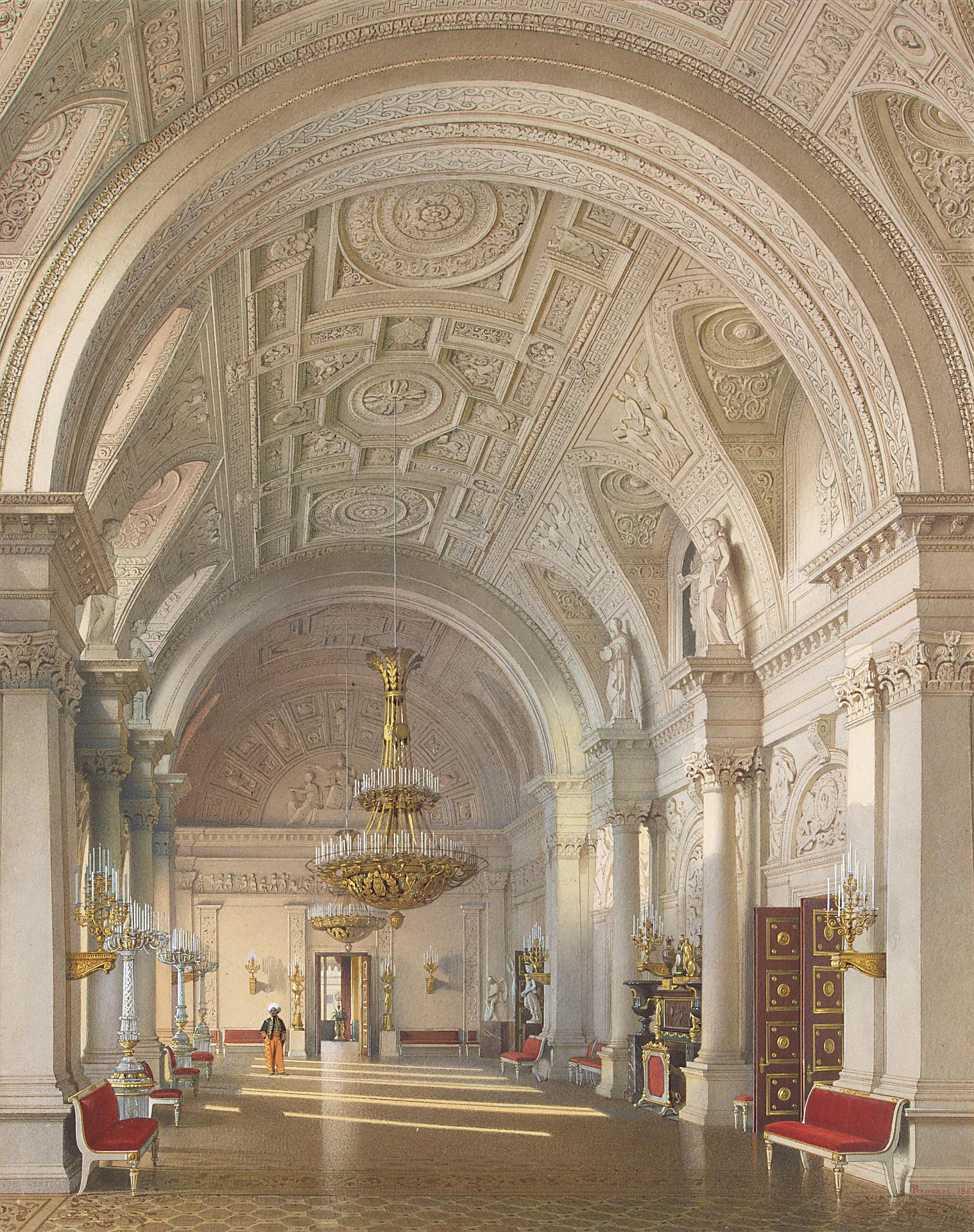
Oli del Vestíbul Blanc del Palau d'Hivern de Sant Petersburg el 1863

## Palau d'Hivern de Pere el Gran (1711–1753)

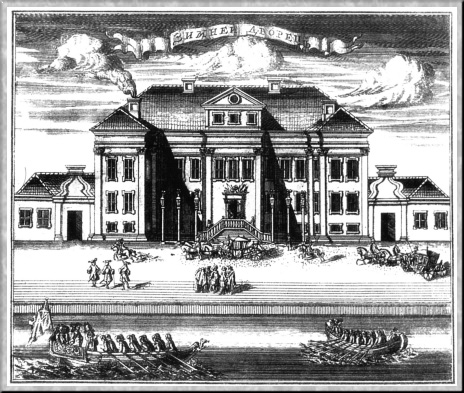
El primer Palau d'Hivern, dissenyat el 1711 per a Pere el Gran, per Domenico Trezzini, qui, 16 anys més tard, dissenyaria el tercer Palau d'Hivern

En tornar de la seva Gran Ambaixada el 1698, Pere I de Rússia va iniciar una política d'occidentalització i expansió que havia de transformar el Tsarat Rus en l'Imperi Rus i una gran potència europea. Aquesta política es va manifestar amb maons i ciment amb la creació d'una nova ciutat, Sant Petersburg, el 1703. La cultura i el disseny de la nova ciutat es van concebre com un rebuig conscient de l'arquitectura russa tradicional d'influència romana d'Orient, com ara el barroc de Narixkin, que estava de moda aleshores, a favor de l'arquitectura d'inspiració clàssica que prevalia a les grans ciutats d'Europa. El tsar pretenia que la seva nova ciutat es dissenyés en un estil renaixentista flamenc, més tard conegut com a barroc petri, i aquest va ser l'estil que va seleccionar per al seu nou palau a la ciutat. La primera residència reial al lloc havia estat una humil cabana de troncs, aleshores coneguda com a Domik Petra I, construïda el 1704, que donava al Riu Nevà. El 1711, va ser transportat a Petrovskaya Naberezhnaya, on encara es troba. Amb el lloc netejat, el tsar va iniciar la construcció d'una casa més gran entre 1711 i 1712. Aquesta casa, avui coneguda com el Primer Palau d'Hivern, va ser dissenyada per Domenico Trezzini.
El segle xviii va ser un període de gran desenvolupament en l'arquitectura reial europea, ja que la necessitat d'una residència fortificada va anar disminuint gradualment. Aquest procés, que havia començat a finals del segle xvi, es va accelerar i els grans palaus clàssics van substituir ràpidament els castells fortificats a tots els països europeus més poderosos. Un dels primers i més notables exemples va ser el Palau de Versalles de Lluís XIV. En gran part acabat el 1710, Versalles —amb la seva mida i esplendor— va augmentar la rivalitat entre els sobirans d'Europa. Pere el Gran de Rússia, desitjós de promoure tots els conceptes occidentals, desitjava tenir un palau modern com els seus companys sobirans. No obstant això, a diferència d'alguns dels seus successors, Pere I mai va aspirar a rivalitzar amb Versalles.

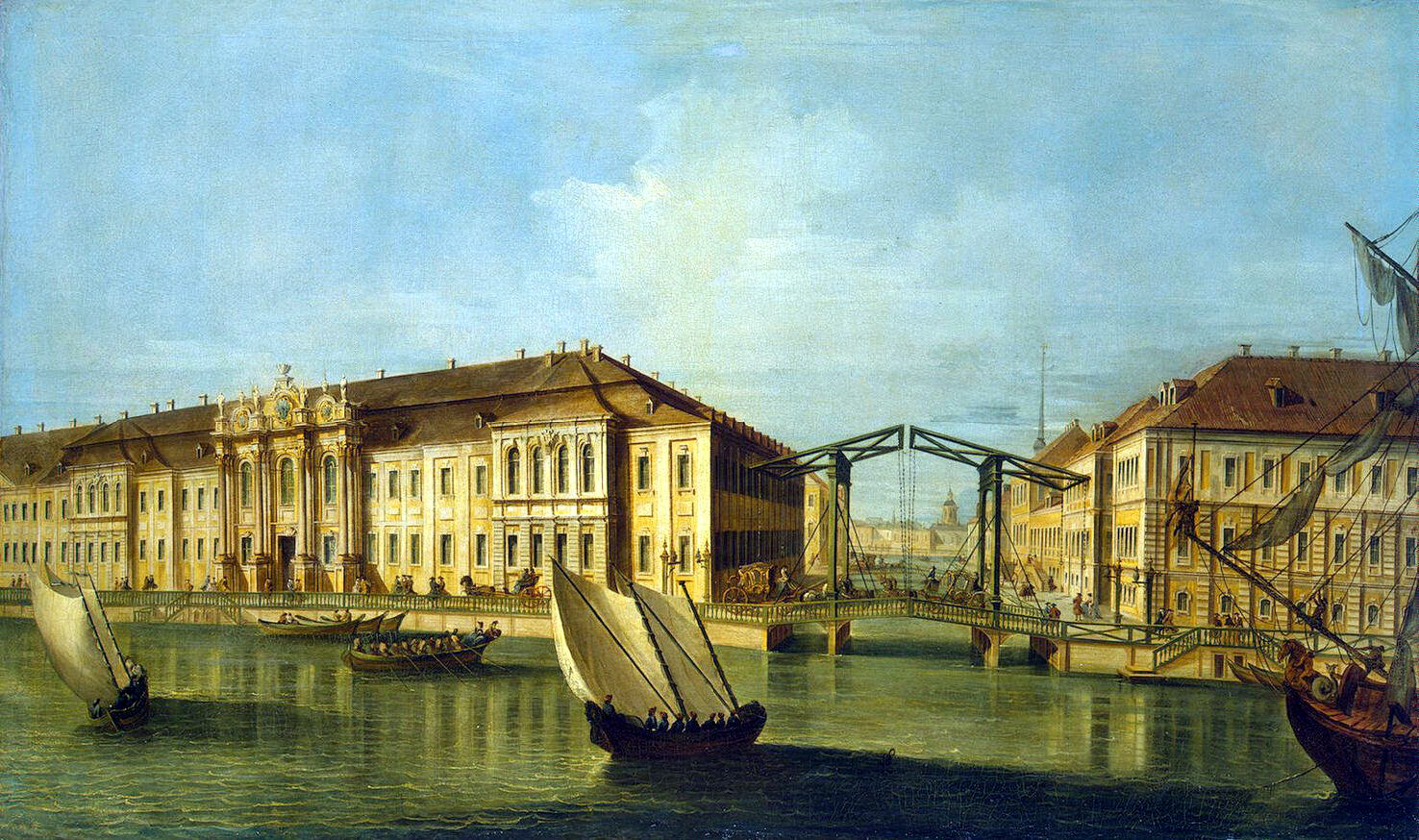
El tercer Palau d'Hivern de 1727. Dissenyat per Domenico Trezzini, incorporava el segon Palau d'Hivern de 1721, obra de Georg Mattarnovi, com un dels seus pavellons finals, cap al 1732

El primer Palau d'Hivern era un edifici modest de dues plantes principals sota una teulada de pissarra. Sembla que Pere aviat es va cansar del primer palau, ja que el 1721 es va construir la segona versió del Palau d'Hivern sota la direcció de l'arquitecte Georg Mattarnovy. El palau de Mattarnovy, tot i que encara era molt modest en comparació amb els palaus reials d'altres capitals europees, tenia dues plantes sobre una planta baixa rústica, amb una projecció central sota un frontó sostingut per columnes. Va ser aquí on va morir Pere el Gran el 1725.
El Palau d'Hivern no era l'únic palau de la ciutat inacabada, ni tan sols el més esplèndid, ja que Pere havia ordenat als seus nobles que construïssin residències de pedra i que hi passessin la meitat de l'any. Aquesta va ser una ordre impopular; Sant Petersburg va ser fundada sobre un pantà, amb poca llum solar, i es deia que només hi creixerien cols i naps. Estava prohibit talar arbres per obtenir combustible, per la qual cosa l'aigua calenta només es permetia un cop per setmana. Només la segona esposa de Pere, l'emperadriu Caterina, va fingir gaudir de la vida a la nova ciutat.
Com a resultat de la mà d'obra esclava de tot l'Imperi, les obres de la ciutat van progressar ràpidament. S'ha estimat que 200.000 persones van morir en vint anys mentre es construïa la ciutat. Un diplomàtic de l'època, que va descriure la ciutat com «un munt de pobles units entre si, com una plantació a les Índies Occidentals», només uns anys més tard la va anomenar «una meravella del món, considerant els seus magnífics palaus». Alguns d'aquests nous palaus en l'estil barroc flamenc tan estimat per Pere, com ara la Sala Kikin i el Palau Menshikov, encara es mantenen dempeus.

## El palau, 1725–1855
Caterina II de Rússia (1729-1796) va fer edificar una nova part anomenada l'Ermitage (Эрмитаж), on rebia els convidats i on guardava la seva pinacoteca particular. És d'aquesta part on el Palau d'Hivern va rebre el nom de Museu de l'Ermitage. Fou Alexandre I de Rússia (1777-1825) qui va declarar el palau museu imperial.
El palau fou construït amb una aspecte monumental, ja que havia de reflectir la grandesa i el poder de la Rússia imperial. Des del palau, el tsar i autòcrata de totes les rússies governava sobre un territori de 22.400.000 km² (quasi 1/6 de la superfície continental terrestre) i sobre 176,4 milions de persones. És producte del disseny de nombrosos arquitectes, entre els quals destaca el treball de Bartolomeo Rastrelli, en l'estil que es va denominar barroc elisabetià; el palau verd i blanc posseeix una forma de rectangle allargat. L'edifici conté 1.786 portes, 1.945 finestres, 1.500 habitacions i 117 escales. La seva façana principal té una longitud de 150 m i 30 m d'altura. La reconstrucció de 1837 no va modificar l'aparença exterior, tot i això, es van redissenyar grans sectors del seu interior en una gran varietat d'estils i gustos, motiu pel qual el palau és descrit com «un palau del segle xix inspirat en un model d'estil rococó».
El 1905, el palau fou escenari del Diumenge Sagnant, tot i que per aquesta data la família imperial de Nicolau II ja havia optat per fixar la seva residència al palau d'Alexandre que es troba més retirat i més segur al complex de Tsàrskoie Seló, i tan sols tornaven al Palau d'Hivern en ocasions molt especials o de naturalesa formal. Després de la Revolució de febrer de 1917, durant un temps breu, el palau fou la seu del govern provisional rus, liderat per Aleksandr Kérenski. Posteriorment aquell mateix any, el palau fou atacat per un grup de soldats i mariners de l'Exèrcit Roig, la qual cosa fou un acte transcendental per al futur naixement de l'estat soviètic.
El Vestíbul Blanc és una estança del Palau d'Hivern dissenyada l'any 1841 per l'arquitecte Aleksandr Briul·lov com a commemoració del matrimoni del tsarévitx Alexandre II de Rússia i Maria de Hessen-Darmstadt. La construcció es va dur a terme coincidint amb les obres de reconstrucció amb motiu de l'incendi esdevingut el 1837. Mentre l'exterior del Palau d'Hivern es va reconstruir seguint l'estil original del segle xviii, les estances de l'interior es va redissenyar seguint nombrosos estils diferents segons els designis dels seus ocupants. El vestíbul i les habitacions contigües constituïren les estances privades del tsarevitx i la tsarevna fins que van esdevenir tsars el 1855. És d'estil neoclàssic: el sostre és de volta gravada suportat per columnes corínties coronades per estàtues que representen les arts. Avui dia és una part del Museu Hermitage i conserva la seva decoració original.

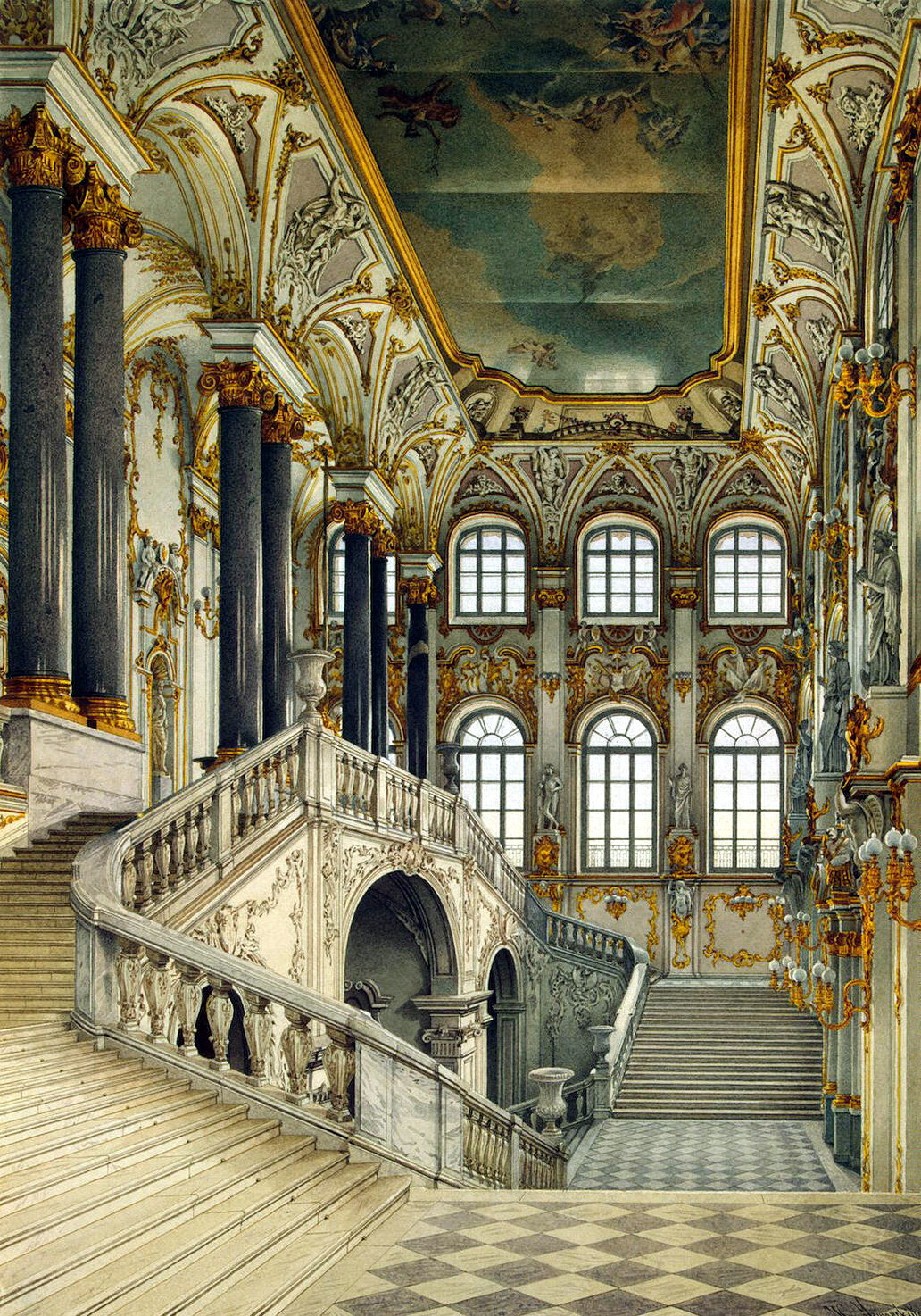
L'escala principal o escala de Jordània (8 al plànol següent), anomenada així perquè en la festa de l'Epifania el tsar baixava aquesta escala imperial amb pompa per a la cerimònia de la Benedicció de les Aigües. És una de les poques parts del palau que conserva l'estil rococó del de Rastrelli. Les enormes columnes de granit gris, però, es van afegir a mitjans del. Pintura de Konstantin Ukhtomski

A la mort de Pere el Gran el 1725, la ciutat de Sant Petersburg encara era lluny de ser el centre de la cultura i la civilització occidentals que ell havia imaginat. Molts dels aristòcrates que havien estat obligats pel tsar a habitar Sant Petersburg van marxar. Els llops vagaven per les places a la nit mentre bandes de serfs descontents, importats per construir la nova ciutat del tsar i la flota bàltica, es rebel·laven sovint.
Pere I va ser succeït per la seva vídua, Caterina I, que va regnar fins a la seva mort el 1727. Al seu torn, va ser succeïda pel nét de Pere I, Pere II, que el 1727 va fer ampliar considerablement el palau de Mattarnovi per l'arquitecte Domenico Trezzini. Trezzini, que havia dissenyat el Palau d'Estiu el 1711, va ser un dels màxims exponents de l'estil barroc petrí, ara completament redissenyat i ampliat el Palau d'Hivern existent de Mattarnovi fins al punt que tot el palau de Mattarnovy es va convertir en un dels dos pavellons finals del nou i tercer Palau d'Hivern. El tercer palau, com el segon, era d'estil barroc petri.
El 1728, poc després que es completés el tercer palau, la Cort Imperial va deixar Sant Petersburg per anar a Moscou, i el Palau d'Hivern va perdre el seu estatus com a principal residència imperial. Moscou havia estat designada de nou com a capital, un estatus que havia estat atorgat a Sant Petersburg el 1713. Després de la mort de Pere II el 1730, el tron va passar a una neboda de Pere I, Anna Ivànovna de Rússia.

### Anna (1730–1740)
La nova emperadriu es preocupava més per Sant Petersburg que pels seus predecessors immediats; va restablir la cort imperial al Palau d'Hivern, i el 1732 Sant Petersburg va substituir oficialment Moscou com a capital de Rússia, una posició que va ocupar fins al 1918.
Ignorant el tercer Palau d'Hivern, l'Emperadriu, en tornar a Sant Petersburg, va establir la seva residència al veí Palau Apraksin. El 1732, la tsarina va encarregar a l'arquitecte italià Francesco Bartolomeo Rastrelli la reconstrucció i ampliació completa del Palau Apraksin, incorporant-hi altres cases veïnes. Així doncs, el nucli del quart i últim Palau d'Hivern no és el palau de Pere el Gran, sinó el palau de l'almirall general Fiódor Apraksin.
L'emperadriu Anna, tot i que era impopular i considerada avorrida, grollera, grassa, dura i rancorosa, estava disposada a introduir un aire més civilitzat i culte a la seva cort. Va dissenyar noves decoracions per als seus servents i, per ordre seva, l'aiguamel i el vodka van ser substituïts per xampany i Borgonya. Va instruir a la noblesa russa que substituís els seus mobles senzills per mobles de caoba i banús, mentre que els seus gustos en decoració d'interiors es van inclinar cap a un tocador d'or massís i un tamboret de plata, incrustat amb robins. Va ser en un context de magnificència i extravagància com aquest que va donar el seu primer ball a la galeria recentment acabada del Palau d'Hivern, que, enmig de l'hivern rus, s'assemblava a un hort de tarongers. Aquesta, la quarta versió del Palau d'Hivern, havia de ser un projecte continu per a l'arquitecte Rastrelli durant tot el regnat de l'emperadriu Anna.

### Elisabet (1741–1762)
El tsar infant Ivan VI, que va succeir Anna el 1740, va ser aviat deposat en un cop d'estat incruent per la Gran Duquessa Elisabet, filla de Pere el Gran. La nova emperadriu Elisabet, la residència principal de la qual era el Palau d'Estiu, va fer que la cort del Palau d'Hivern fos descrita més tard per l'historiador rus Vassili Kliutxevski com un lloc de misericòrdia daurada.
Durant el regnat d'Elisabet, Rastrelli, encara treballant segons el seu pla original, va idear un esquema completament nou el 1753, a una escala colossal: l'actual Palau d'Hivern. L'acceleració de la construcció del palau es va convertir en una qüestió d'honor per a l'emperadriu, que considerava el palau com un símbol de prestigi nacional. Les obres de l'edifici van continuar durant tot l'any, fins i tot durant els mesos més durs de l'hivern. No es va permetre que les privacions tant del poble rus com de l'exèrcit causades per la Guerra dels Set Anys en curs dificultessin el progrés. S'havien assignat 859.555 rubles al projecte, una suma recaptada mitjançant un impost sobre les tavernes estatals. Tot i que els treballadors guanyaven un salari mensual de només un ruble, el cost del projecte va superar el pressupost, tant que les obres van cessar per manca de recursos malgrat el desig obsessiu de l'emperadriu d'una finalització ràpida. Finalment, es van augmentar els impostos sobre la sal i l'alcohol per finançar els costos addicionals, tot i que el poble rus ja estava carregat d'impostos per pagar la guerra. El cost final va ser de 2.500.000 rubles. El 1759, poc abans de la mort d'Elisabet, un Palau d'Hivern realment digne d'aquest nom estava a punt d'acabar-se.

### Caterina II (1762–1796)
Va ser l'emperadriu Elisabet qui va seleccionar la princesa alemanya, Sofia d'Anhalt-Zerbst, com a núvia per al seu nebot i successor, Pere III. El matrimoni no va ser un èxit, però va ser aquesta princesa qui, com a Caterina la Gran, va arribar a ser principalment associada amb el Palau d'Hivern. El 1762, després d'un cop d'estat en què el seu marit va ser assassinat, Caterina va fer desfilar el seu fill de set anys, Pau, al balcó del Palau d'Hivern davant d'una multitud emocionada a baix. Tanmateix, no presentava el seu fill com el nou i legítim governant de Rússia; aquest honor se l'estava usurpant ella mateixa.
El mecenatge de Caterina amb els arquitectes Starov i Giacomo Quarenghi va fer que el palau s'ampliés i es transformés encara més. En aquest moment, un teatre d'òpera que havia existit a l'ala sud-oest del palau va ser enderrocat per proporcionar apartaments als membres de la família de Caterina. El 1790, Quarenghi va redissenyar cinc de les sales d'estat de Rastrelli per crear les tres vastes sales de l' enfilada del Neva. Caterina va ser la responsable dels tres grans palaus adjacents, coneguts col·lectivament com l'Ermitage, nom amb què tot el complex, inclòs el Palau d'Hivern, es coneixeria 150 anys més tard.
Caterina havia quedat impressionada per l'arquitecte francès Jean-Baptiste Vallin de la Mothe, que va dissenyar l'Acadèmia Imperial d'Arts (també a Sant Petersburg) i li va encarregar que afegís una nova ala al Palau d'Hivern. Això estava pensat com un lloc de retirada de les formalitats i cerimònies de la cort. Caterina la va batejar com l'Ermita (14), un nom que va fer servir la seva predecessora, la tsarina Elisabet, per descriure les seves habitacions privades dins del palau.
L'interior de l'ala de l'Hermitage estava pensat per ser un simple contrast amb el del Palau d'Hivern. De fet, es diu que el concepte de l'Ermitage com a refugi va ser suggerit a Caterina per aquell defensor de la vida senzilla, Jean-Jacques Rousseau. En realitat, era un altre gran palau en si mateix, connectat al palau principal per una sèrie de passadissos coberts i patis climatitzats on volaven ocells exòtics rars. Conegut pel seu elegant pòrtic i l'atenció als detalls de naturalesa delicada, estava ricament moblat amb una col·lecció d'art en constant creixement.

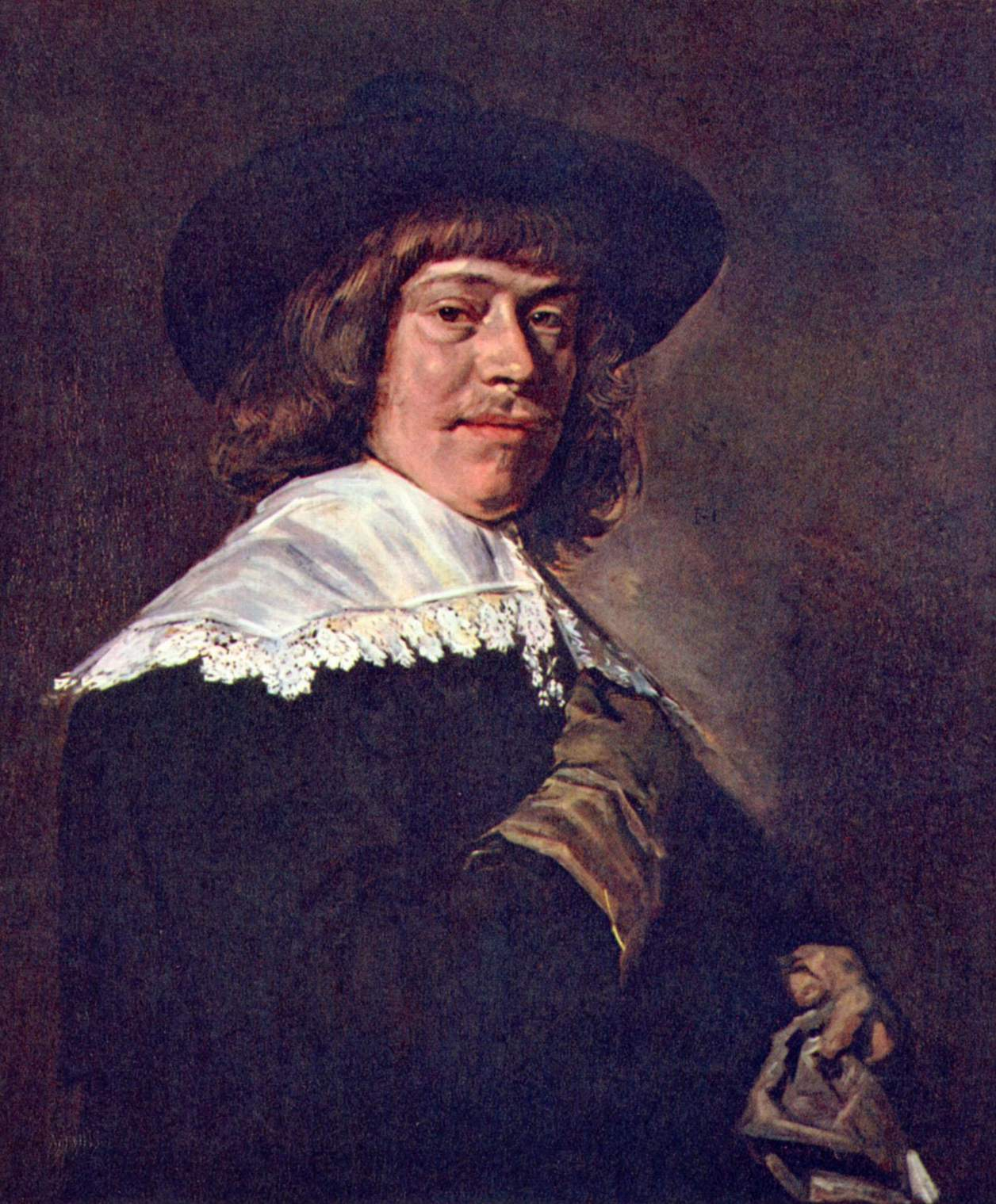
Retrat d'un home amb guant de Frans Hals, adquirit per al Palau d'Hivern el 1764

La col·lecció d'art del palau es va reunir a l'atzar i de manera eclèctica, sovint amb més atenció a la quantitat que a la qualitat. Moltes de les obres d'art comprades per als palaus van arribar com a part d'un lot de treball, ja que el sobirà adquiria col·leccions senceres ja muntades. Els ambaixadors de l'emperadriu a Roma, París, Amsterdam i Londres van rebre instruccions de buscar i comprar milers d'obres d'art inestimables en nom seu. Irònicament, mentre l'alta societat de Sant Petersburg i l'extensa família Romanov ridiculitzaven l'última emperadriu de Rússia per moblar els seus palaus per correu dels Maples de Londres, ella seguia les pràctiques de Caterina la Gran, que, si no exactament per correu, sens dubte comprava sense veure-la.
D'aquesta manera, entre 1764 i 1781 Caterina la Gran va adquirir sis col·leccions importants: les de Johann Ernst Gotzkowsky; Heinrich von Brühl ; Pierre Crozat ; Horace Walpole; Sylvestre-Raphael Baudouin; i finalment, el 1787, la col·lecció de John Lyde-Brown. Aquests grans conjunts d'art incloïen obres de mestres com Rembrandt, Rubens, Ticià, Rafael, Tiepolo, van Dyck i Reni. L'adquisició de 225 pintures que formaven la col·lecció Gotzkowsky va ser una font d'orgull personal per a Catherine. Havia estat elaborat per Gotzkowsky per a l'adversari de Caterina, Frederic el Gran de Prússia, que, com a resultat de les seves guerres amb Rússia, no es podia permetre pagar-ho. Aquesta col·lecció incloïa algunes grans obres flamenques i neerlandeses, entre les quals destaca el Retrat d'un home amb guant de Frans Hals. El 1769, la col·lecció Bruhl va portar al Palau d'Hivern dues obres més de Rembrandt, Retrat d'un erudit i Retrat d'un vell vestit de vermell.
Si bé alguns aspectes d'aquest col·leccionisme frenètic podrien haver estat una manifestació del desig de Catherine de reconèixer els seus conceptes intel·lectuals, també hi havia una motivació més fonamental: la necessitat. Només vint anys abans, el mobiliari dels palaus imperials era tan escàs que els llits, els miralls, les taules i les cadires s'havien de transportar entre Moscou i Sant Petersburg cada vegada que la cort es traslladava.
A mesura que el palau s'omplia d'art, aquest desbordava l'Ermitage. La col·lecció d'art de Caterina va arribar a ser tan gran que va caldre encarregar a l'arquitecte format a Alemanya, Yury Velten, la construcció d'una segona extensió més gran del palau, que finalment va passar a ser coneguda com l'Antiga Ermita (15) . Més tard, Caterina va encarregar una tercera ampliació, el Teatre de l'Hermitage, dissenyat per Giacomo Quarenghi . Aquesta construcció va fer necessària la demolició del tercer Palau d'Hivern de Pere el Gran, que ara estava en ruïnes.

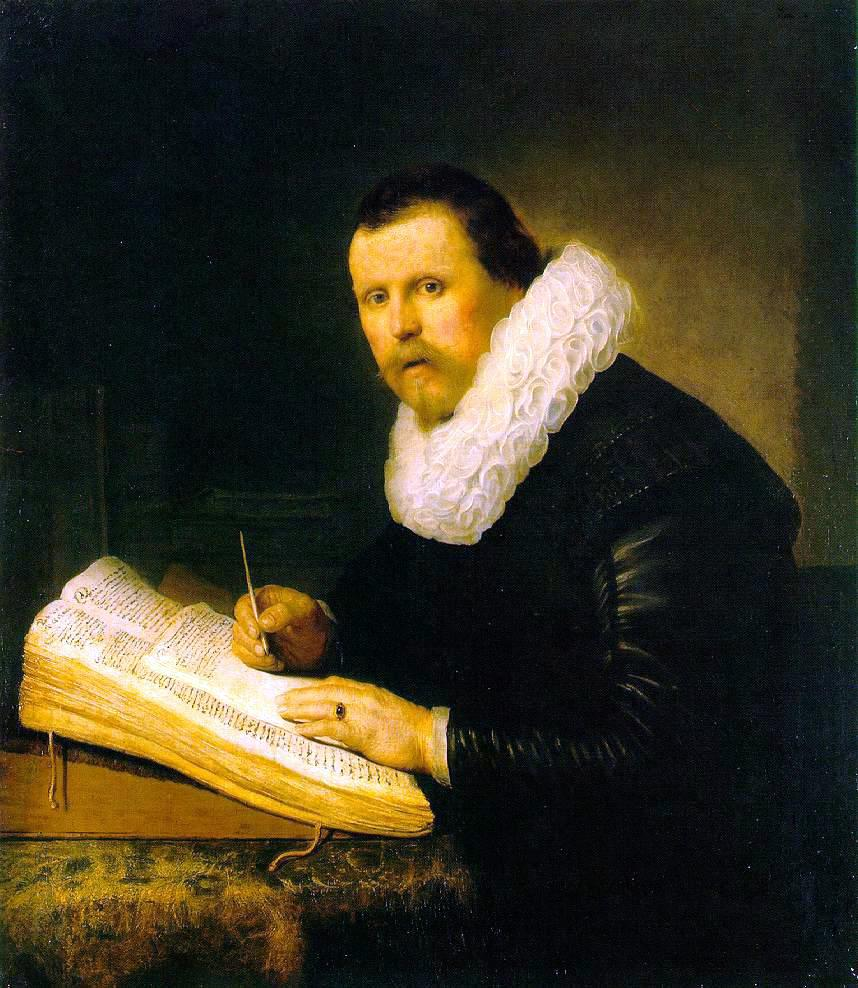
Retrat d'un erudit de Rembrandt, comprat el 1769. La pintura és una de les diverses de Rembrandt que formen part de l'antiga Col·lecció Imperial.

La vida de l'Emperadriu dins l'Ermitage, envoltada del seu art i amics, era més senzilla que al Palau d'Hivern adjacent; allà, l'Emperadriu oferia petits sopars íntims. Els criats estaven exclosos d'aquests sopars i un rètol a la paret deia «Seieu on vulgueu i quan vulgueu sense que us ho repeteixin mil vegades».
Caterina també va ser la responsable d'introduir l'afecte durador per totes les coses franceses a la cort russa. Tot i que personalment no li agradava França, el seu disgust no s'estenia a la seva cultura i costums. El francès es va convertir en la llengua de la cort; el rus va quedar relegat a l'ús exclusiu per parlar amb servents i inferiors. Es va animar l'aristocràcia russa a abraçar les filosofies de Molière, Racine i Corneille. El Palau d'Hivern havia de servir de model per a nombrosos palaus russos pertanyents a l'aristocràcia de Caterina, tots ells, com el mateix Palau d'Hivern, construïts pel treball esclau de serfs russos. La sofisticació i els costums observats a l'interior del Palau d'Hivern contrastaven molt amb la crua realitat de la vida fora dels seus murs daurats exteriorment. El 1767, a mesura que el Palau d'Hivern creixia en riquesa i esplendor, l'emperadriu va publicar un edicte que ampliava la servitud russa . Durant el seu regnat, va esclavitzar més d'un milió de camperols. Les obres del Palau d'Hivern van continuar fins a la mort de l'Emperadriu el 1796.

### Pau I, Alexandre I i Nicolau I (1796–1855)

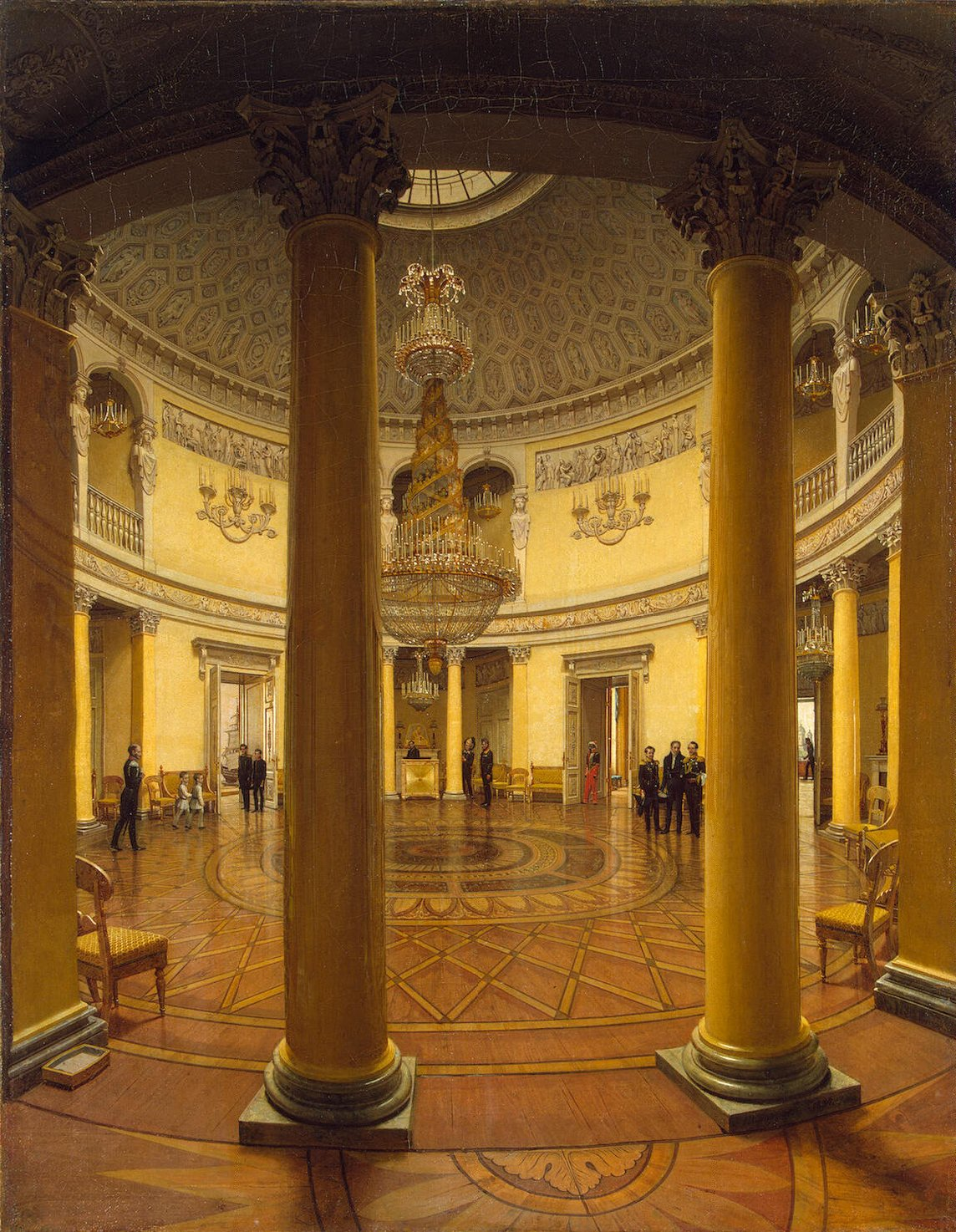
La Rotonda (26). Aquesta sala circular, que data de principis del, uneix les sales d'estat i les privades del palau i representa l'etapa final i neoclàssica de l'evolució del palau. Pintura de Yefim Tukharinov.

Caterina la Gran va ser succeïda pel seu fill Pau I. En els primers dies del seu regnat, el nou tsar (que l'ambaixador britànic va informar que no estava en el seu seny) va augmentar el nombre de tropes estacionades al Palau d'Hivern, col·locant garites cada pocs metres al voltant de l'edifici. Finalment, paranoic per la seva seguretat i sense agradar-li res relacionat amb la seva mare, va rebutjar completament el Palau d'Hivern i va construir el Castell de Sant Miquel com a residència a Sant Petersburg, al lloc on va néixer. El tsar va anunciar que volia morir al lloc on havia nascut. Va ser assassinat allà tres setmanes després d'establir-s'hi el 1801. Pau I va ser succeït pel seu fill de 24 anys, Alexandre I, que va governar Rússia durant el període caòtic de les Guerres Napoleòniques. Després de la derrota de Napoleó el 1815, el contingut del Palau d'Hivern es va ampliar encara més quan Alexandre I va comprar la col·lecció d'art de l'antiga emperadriu francesa Josefina. Aquesta col·lecció, part del qual era botí que li havia donat el seu exmarit Napoleó, contenia, entre els seus molts grans mestres, El Davallament de la Creu de Rembrandt i quatre escultures d'Antonio Canova.
Alexandre I va ser succeït el 1825 pel seu germà Nicolau I. El tsar Nicolau va ser el responsable de l'aspecte i la distribució actuals del palau. No només va efectuar molts canvis a l'interior del palau, sinó que també va ser responsable de la seva reconstrucció completa després de l'incendi de 1837.